# Nélson França Furtado
Nélson França Furtado (Porto Alegre, 14 de dezembro de 1915 -- c. 1997) foi um engenheiro militar, professor e escritor brasileiro. Foi também cineasta amador, sendo considerado um dos pioneiros do cinema de animação no Rio Grande do Sul .

## Biografia
Na juventude, Nélson França Furtado foi radioamador, e residiu em Santo Ângelo.  Concluiu o Instituto Militar de Engenharia (Rio de Janeiro) em 1946, na patente de capitão.  Professor na PUCRS, foi autor e tradutor de diversos livros e manuais de Física, e também um dos engenheiros colaboradores do "Manual do Engenheiro Globo" (7 volumes publicados entre 1943 e 1968). 
Estudioso das Línguas indígenas do Brasil, publicou "Vocábulos indígenas na geografia do Rio Grande do Sul" - a princípio em parcelas, no jornal Correio do Povo, e em 1969 na forma de livro, pela Edipucrs. 
Casado com Lígia Schneider, teve dois filhos. Na carreira militar, chegou ao generalato, e nos anos 1960 foi Chefe de Comunicações do III Exército. Depois de reformado como militar e aposentado como professor, comprou um barco e costumava velejar no Lago Guaíba. Faleceu na segunda metade dos anos 1990, em um acidente de barco, na Lagoa dos Patos. 

## Atividades cinematográficas
Em 1951, no dia 3 de julho, em Porto Alegre, Nélson França Furtado foi um dos 12 fundadores do Foto-cine Clube Gaúcho (FCG), um núcleo de fotógrafos amadores dissidentes da Associação de Fotógrafos Profissionais do Rio Grande do Sul. 
Cinéfilo entusiasta, o então Capitão Furtado foi logo eleito presidente do departamento de cinema do FCG. Com seus conhecimentos de Engenheiro, consertou e adaptou equipamentos fora de uso e estimulou os colegas a realizarem mais de uma dezena de filmes amadores,  sendo que ele próprio assinou a realização de pelo menos cinco filmes de curta metragem em 16 mm até o início dos anos 1960. 
Em 1952 realizou o curta Em busca do tesouro, com o qual conquistou o primeiro lugar no concurso interno do FCG. No ano seguinte, seu Barbeiro de cedilha venceu o Concurso Nacional de Cinema Amador, organizado pelo Foto Cine Clube Bandeirante (FCCB), de São Paulo. Em 1954, no mesmo Concurso Nacional, foi 3º lugar na categoria Enredo com o curta Média 3. Em 1957, realizou O náufrago, 4º lugar no geral e 1º prêmio na categoria Fantasia daquele Concurso. 
Finalmente, em 1959, Furtado realizou o curta em animação Guerra e paz, em que dois bonecos, Peri Tônio e Pará Mécio, se observam, se atacam (um tenta conquistar a espada que o outro esconde) e finalmente se aniquilam mutuamente com a explosão de bombas. Não há registro da participação deste filme em concursos, mas este é um dos poucos filmes realizados por Furtado que podem ser assistidos na atualidade (2020), estando o original depositado na Cinemateca Brasileira (São Paulo), com cópia na Cinemateca Capitólio (Porto Alegre),  como uma das primeiras experiências em cinema de animação no estado do Rio Grande do Sul. Os originais (não restaurados) de Média 3 e O náufrago estão depositados no Museu da Comunicação Hipólito José da Costa. 

## Filmografia
(todos filmes de curta metragem em 16 mm)
- 1952: Em busca do tesouro
- 1953: Barbeiro de cedilha
- 1954: Média 3
- 1955: Lar, doce lar
- 1955: Epitômio de sexta-feira 13
- 1957: O náufrago
- 1959: Guerra e paz
- 1959: Visita a insetolândia
- 1959: Fantasia musical
- 1963: E foi assim

O pesquisador Glênio Póvoas encontrou ainda referências a dois filmes que teriam sido os primeiros realizados por Nélson França Furtado, sem data: O circo (5 min) e O dia de Maria Cebola (20 min), ambos silenciosos e em pb. 